# Katihar
Katihar ist eine Stadt im indischen Bundesstaat Bihar.
Sie hat 243.232 Einwohner und ist der Verwaltungssitz des Distrikts Katihar. In der Nähe der Stadt läuft die Autobahn National Highway 81 (NH 81) vorbei. Katihar ist eine wichtige Stelle der Eisenbahnzone Northeast Frontier Railway. Der nächste Flughafen liegt in Bagdogra, Westbengalen, mit einem Abstand von 190 km. Der Ganges fließt bei Katihar vorbei, mit einem Abstand von etwa 25 km. Auch fließt der Fluss Kosi bei Katihar vorbei, mit einem Abstand von etwa 30 km.